# جو یانگ قدرتمند (فیلم ۱۹۴۹)
جو یانگ قدرتمند (انگلیسی: Mighty Joe Young) فیلمی آمریکایی در سبک فانتزی، علمی–تخیلی، و ترسناک به کارگردانی ارنست بی. شودزاک است که در سال ۱۹۴۹ منتشر شد.

## بازیگران
- تری مور
- بن جانسون
- رابرت آرمسترانگ
- فرانک مک‌هیو
- نستور پایوا
- رجیس تومی
- کارول هیوز
- جیمز فلاوین
- جویس کامپتون
- چستر کلوت
- بایرون فولگر